# Rivière du Portage (rivière Manouane)
Pour les articles homonymes, voir Rivière du Portage.
La rivière du Portage est un affluent de la rivière Manouane, coulant dans le territoire non organisé de Mont-Valin, dans la municipalité régionale de comté (MRC)  du Fjord-du-Saguenay, dans la région administrative de Saguenay–Lac-Saint-Jean, dans la province de Québec, au Canada.
Le bassin versant de la rivière du Portage est desservie quelques routes secondaires desservent la zone pour les besoins de la foresterie et des activités récréotouristiques,.
La foresterie constitue la principale activité économique du secteur ; les activités récréotouristiques, en second.
La surface de la rivière du Portage est habituellement gelée de la fin novembre au début avril, toutefois la circulation sécuritaire sur la glace se fait généralement de la mi-décembre à la fin mars.

## Géographie
Les principaux bassins versants voisins de la rivière du Portage sont :
- côté Nord : rivière Alma, rivière Houlière, ruisseau Boisvert, lac Houlière, rivière Manouane, lac Duhamel ;
- côté Est : rivière Manouane, rivière à Georges, rivière Manouaniche, réservoir Pipmuacan ;
- côté Sud : rivière Manouane, rivière Péribonka ;
- côté Ouest : Lac du Loup-Cervier, rivière Péribonka, rivière au Serpent.

La rivière du Portage prend sa source à l’embouchure du Lac du Loup-Cervier (longueur : 4,4 km ; altitude : 346 m). Cette source est située dans le territoire non organisé de Mont-Valin à :
- 5,7 km à l’Ouest du cours de la rivière Manouane ;
- 5,3 km au Nord-Est du cours de la rivière Péribonka ;
- 5,2 km au Nord-Ouest de l’embouchure de la rivière du Portage (confluence avec la rivière Manouane) ;
- km au Sud de l’embouchure de la Petite rivière Manouane (confluence avec le lac Duhamel) ;
- 32,0 km au Sud-Est du barrage à l’embouchure du lac Péribonka ;
- 17,8 km à l’Ouest d’une baie de l’Ouest du réservoir Pipmuacan[2],[4].

À partir de sa source (Lac du Loup-Cervier), la rivière du Portage coule sur 8,2 km, entièrement en zone forestière, selon les segments suivants :
- 1,5 km vers l’Est notamment en traversant sur 1,3 km le lac Kaminashkuakamatsh (altitude : 343 m) sur sa pleine longueur, jusqu’à son embouchure ;
- 4,5 km vers le Sud-Est en recueillant la décharge d’un lac (venant du Nord), une deuxième décharge d’un lac (venant du Nord) et en traversant deux séries de rapides jusqu’à un coude de rivière correspondant à un ruisseau (venant du Nord) ;
- 2,2 km vers le Sud-Est relativement en ligne droite, dans un dénivelé de 75 m pour ce segment, jusqu’à son embouchure(49° 35′ 58″ N, 71° 03′ 57″ O)[2].

La rivière du Portage se déverse dans un coude de rivière sur la rive Nord-Ouest de la rivière Manouane, à :
- 2,8 km en aval de la confluence de la rivière Manouaniche (confluence avec la rivière Manouane) ;
- 36,5 km au Sud-Est de l’embouchure du lac Péribonka lequel est traversé vers le Sud-Est par la rivière Péribonka ;
- 15,2 km à l’Ouest d’une baie de la partie Ouest du réservoir Pipmuacan ;
- 30,7 km au Nord-Ouest du barrage à l’embouchure du lac Pamouscachiou (faisant partie du réservoir Pipmuacan) ;
- 13,1 km au Nord-Est de l’embouchure de la rivière Manouane ;
- 119 km au Nord-Est de l’embouchure de la rivière Péribonka (confluence avec le lac Saint-Jean)[2]

À partir de l’embouchure de la rivière du Portage, le courant descend sur 20,5 km le cours de la rivière Manouane, sur 76,7 km le cours de la rivière Péribonka vers le Sud jusqu’à son embouchure, traverse sur 29,3 km vers l’Est le lac Saint-Jean, puis emprunte le cours de la rivière Saguenay vers l’Est sur 160 km jusqu'à la hauteur de Tadoussac où il conflue avec le fleuve Saint-Laurent.

## Toponymie
Le toponyme de « rivière du Portage » a été officialisé le 21 janvier 1975 à la Banque des noms de lieux de la Commission de toponymie du Québec.